# Chấn thương kim tiêm
Chấn thương kim tiêm, chấn thương vật nhọn là sự xâm nhập qua da do kim hoặc vật sắc nhọn khác, mà có tiếp xúc với máu, mô hoặc dịch cơ thể khác trước khi tiếp xúc với da. Mặc dù những ảnh hưởng sinh lý cấp tính của chấn thương kim tiêm thường không đáng kể, những chấn thương này có thể dẫn đến lây truyền các bệnh truyền qua đường máu, khiến những người bị chấn thương có nguy cơ mắc các bệnh nhiễm trùng như viêm gan B (HBV), viêm gan C (HCV) và virus gây suy giảm miễn dịch ở người (HIV). Trong số các nhân viên y tế và nhân viên phòng thí nghiệm trên toàn thế giới, hơn 25 loại vi-rút trong máu đã được báo cáo là do chấn thương kim tiêm. Ngoài các thương tổn cần truyền của các loại siêu vi này cũng có thể xảy ra do nhiễm trùng màng nhầy, chẳng hạn như mắt, máu hoặc chất dịch cơ thể nhưng chấn thương ở chân chiếm hơn 80% tất cả các sự cố tiếp xúc qua da tại Hoa Kỳ. Nhiều nghề khác cũng có nguy cơ cao bị chấn thương kim tiêm, bao gồm các nhân viên thực thi pháp luật, người lao động, nghệ sĩ xăm hình, người chuẩn bị thức ăn, và công nhân nông nghiệp.
Tăng cường hiểu biết và ý thức về nguy cơ nghề nghiệp độc đáo gây ra bởi chấn thương kim tiêm, cũng như sự phát triển của can thiệp hiệu quả để giảm thiểu rủi ro nghề nghiệp có thể phòng ngừa, khuyến khích bổ sung các luật lệ liên quan, gây ra sự suy giảm về chấn thương kim tiêm đối với các nhân viên y tế tại Hoa Kỳ.

## Xử lý khi giẫm phải bơm kim tiêm
Các bác sĩ khuyến cáo người dân, nếu không may bị va chạm với kim tiêm sắc nhọn, hãy bình tĩnh xử lý theo các bước sau:
- Không được nặn máu vì nặn máu chỉ làm máu đi ngược vào trong.
- Rửa vết thương dưới vòi nước.
- Tìm nhà dân gần nhất xin xà phòng để sát trùng vết thương rồi rửa sạch. Nếu không được cho vào nhà, hãy nhanh chóng đến tiệm tạp hóa mua một chai nước suối và một bịch xà phòng.
- Lưu ý thuốc chỉ có tác dụng trong vòng 72 giờ và cần uống liên tục trong vòng 4 tuần.
- Trong vòng 24 giờ, phải đến cơ sở y tế để được xử lý đúng cách. Nêu rõ tình huống tai nạn, tình trạng vật gây tổn thương (bơm kim tiêm cũ/mới, có dính máu không), và cách bạn đã sơ cứu cho bác sĩ biết.

Không tự ý mua thuốc theo lời khuyên truyền miệng. Người bị phơi nhiễm HIV cần làm xét nghiệm ngay sau khi tai nạn xảy ra và sau 4-6 tuần, 3 tháng, và 6 tháng. Nếu sau 6 tháng kết quả âm tính, bạn có thể yên tâm rằng không nhiễm HIV/AIDS.
HIV là virus sống trong tế bào và không thể tồn tại quá vài giờ trong môi trường bên ngoài. Tuy nhiên, nếu trong bơm kim tiêm có máu, virus có thể sống đến một tuần. Nghiên cứu cho thấy tỉ lệ lây nhiễm HIV/AIDS khi bị kim tiêm nghi dính máu HIV đâm phải rất thấp, chỉ khoảng 0,3 - 0,5%, vì lượng virus xâm nhiễm vào cơ thể phải đủ lớn mới gây bệnh.
Vì vậy, khi gặp phải tình huống này, cần bình tĩnh, xử lý theo hướng dẫn và đến gặp bác sĩ càng sớm càng tốt.